# マセラティ・メキシコ
メキシコ（Mexico ）は、イタリアのマセラティが開発・生産した、高級スポーツカー。

## 概要
1965年、トリノモーターショーにてヴィニャーレが2ドア4シーターのプロトタイプを発表。デザイナーはカロッツェリア・ヴィニャーレに所属していたジョヴァンニ・ミケロッティ。マセラティのチューブラーフレームシャーシに4.9L V8エンジンを積み、マセラティ・5000GTのために委任制作されたものだったがショーでの評判が良く、すぐにマセラティで限定生産が決まった。
1966年のパリモーターショーにて生産モデルを披露。開発コードネームはティーポAM112（Tipo AM112 ）、名称はマセラティのF1カー、クーパー・T81マセラティのメキシコグランプリでの優勝を記念して付けられた。エンジンは、マセラティ伝統のDOHC90度V型8気筒、排気量はプロトタイプよりやや狭められ4,709cc、最高出力290英馬力/5,000rpmを5速MTを介し最高速度240 - 250km/hを誇った。
デザインはミケロッティらしく非常に優雅で伸びやかなボディラインで構成されており、マセラティらしい品のある仕上がりになっている。内装もラグジュアリー志向が強く、シート、ドアパネル、センタートンネルまで総革張りにされ、木製ダッシュボード、エアコン、パワーウィンドウ、四輪サーボアシストベンチレーテッドディスクブレーキが標準装備されるなど、この車のコンセプトが明確に現れている。AT、パワーステアリング、ラジオはオプションで選べた。
1969年、小型タイプとして、クアトロポルテIから4.2Lエンジンを流用したモデルをラインナップに加える。
1973年、生産を終了した。総生産台数は482台であった。